# Deshaies
Pour les articles homonymes, voir Deshaies (homonymie).
Deshaies (prononcé [deɛ] ; en créole guadeloupéen : Déhé) est une commune française, située dans le département de la Guadeloupe. Ses habitants sont appelés les Deshaisiens.

## Géographie

### Localisation

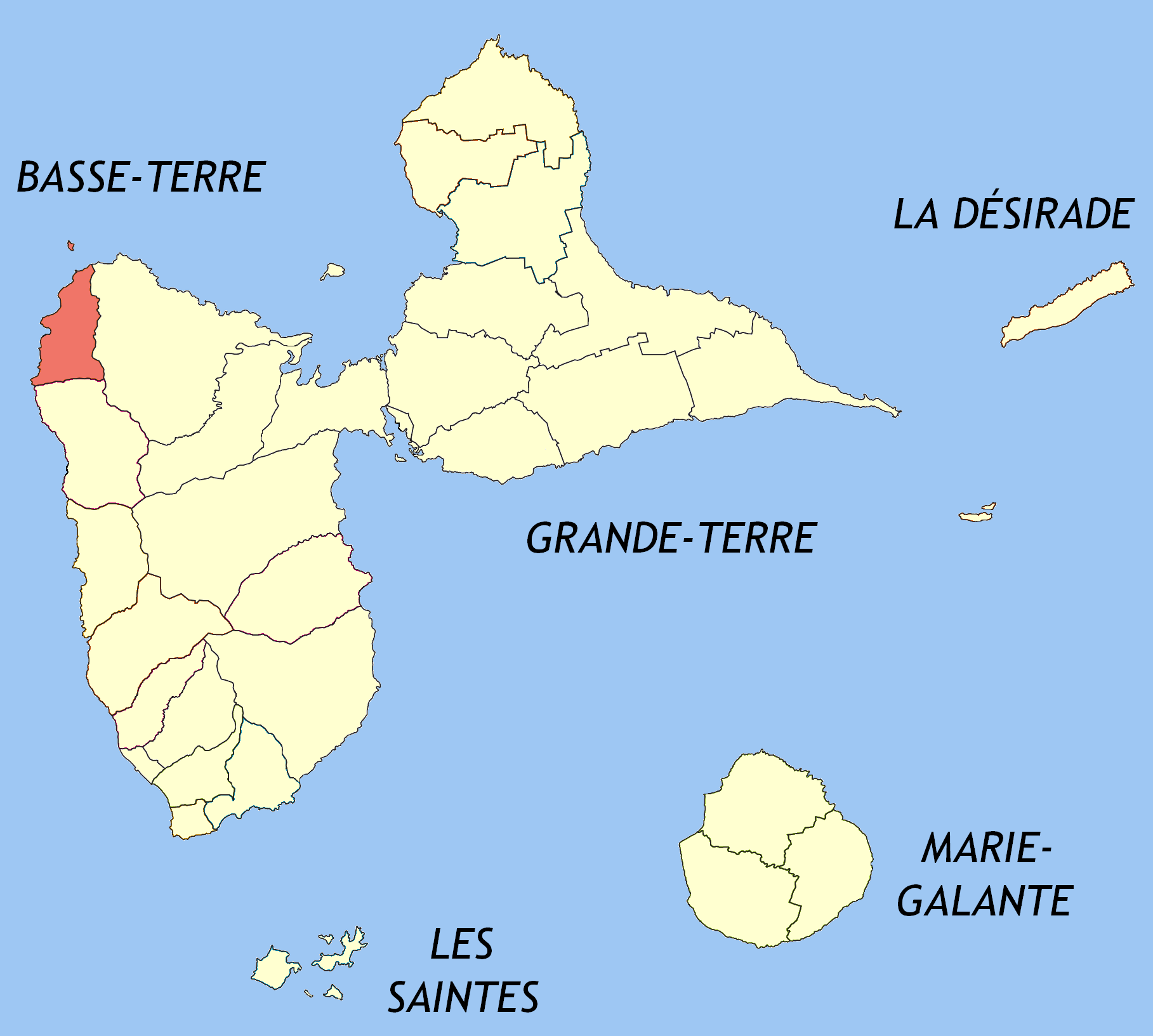
En rouge le territoire communal de la commune de Deshaies.

De 46,2 km2 de superficie totale, la commune de Deshaies est une commune de l'archipel de Guadeloupe située dans le nord-ouest de la Basse-Terre. Son territoire possède un littoral très étendu qui lui donne un caractère maritime affirmé.
Son petit bourg, avec ses cases typiquement créoles, est blotti au fond d'une baie protégée par la montagne. Le climat y est de type tropical.
| Mer des Caraïbes |              |             |
|                  | Deshaies     | Sainte-Rose |
|                  | Pointe-Noire |             |

### Biogéographie, paysages, environnement
La commune s'inscrit biogéographiquement dans un complexe volcanique ancien (nord Basse-Terre) qui explique, pour l'essentiel, la géomorphologie de ce territoire) : 
- littoral très découpé où alternent plages de sables ou de galets, pointes et falaises ;
- paysages aux reliefs marqué (atteignant les 200 mètres sur le trait de côte, par exemple au niveau du Gros Morne de Deshaies, lequel sépare l'anse de Deshaies de la plage de Grande Anse) ; aux environs, les sommets sont le Piton Grand Fond (641 m), le Morne Mazeau (613 m), le Dos d'Âne (611 m), le Morne Bel-Air (557 m) et le Pitons de Deshaies (306 m) et celui de Sainte-Rose (357 m) ;
- trois lagunes (Sablières, ancienne carrière de sable ;  Marais de Grande Anse ; étang du Vieux Fort) ;
- mangrove, uniquement localement en arrière de la plage de Clugny, isolée de la mer par un bourrelet sableux (pour rappel, la mangrove couvre 5 % de la Guadeloupe) ;
- herbiers marins et récifs coralliens.

L'histoire géologique de l'île explique une grande diversité de milieux naturels. Cette diversité est renforcée par l'étagement de la flore et des écosystèmes, et par le réseau hydrographique dense et encaissé. 
Cette commune littorale, essentiellement maritime et forestière fait partie (entièrement) de la réserve de biosphère
MAB (Man and Biosphere) de l'UNESCO. Son relief montagneux, aux fortes pentes sur le versant ouest, côté mer, garni de nombreuses crêtes perpendiculairement au littoral explique une urbanisation encore assez peu développée, de même que son enclavement (la RN2 y est arrivée en 1957, venant de Pointe-Noire ; et la « Route de la Traversée » a été achevé en 1967 ; depuis la population et les activités humaines, tourisme notamment, sont en augmentation). La forêt ombrophile (en partie submontagnarde et montagnarde montagnarde jusqu'à plus de 600 mètres) occupe encore une large part du territoire communal (elle est aux deux tiers (521 ha) constituée d'habitats naturels d'intérêt éco-régional classés en forêt départementalo-domaniale (FDD), soumise au régime forestier. La forêt est essentiellement ombrophile, mésophile (70 % de la surface), mais contient aussi des zones de forêt sèches qui contribuent à sa biodiversité,.
L'unique zone faisant partie du cœur de parc est l'îlet Kahouanne (20 ha, au nord-ouest de la commune) en partie acquis par le Conservatoire du Littoral, pour son importance majeure pour l'avifaune. 
Le « site de la Grande Anse et du Gros Morne de Deshaies » (93 hectares), est le plus ancien site classé du département. La Grande Anse est caractérisée par un large bassin versant, colonisé par l'élevage (pastoralisme extensif principalement) et un peu de maraichage, connue pour sa plage. Ce site remarquable est aussi intégralement classé en Zone naturelle d'intérêt écologique, faunistique et floristique (ZNIEFF) de type 1 pour la valeur de ses sablières et sa zone humide (marais de Grande Anse, 33,21 ha), de la forêt littorale et de la plage de Grande Anse (11,25 ha), du Gros Morne (80,31ha) et de la ZNIEFF marine de Gros Morne Deshaies (31,87 ha). 
Ce petit massif boisé de référence abrite par exemple le gommier rouge (Bursera simaruba), la savonnette (Lonchocarpus erectus), le bois d'Inde (Pimenta racemosa) et le tendre à caillou (Acacia muricata) ainsi que des espèces végétales protégées comme le bois d'ébène (Rochefortia spinosa), classé comme en danger [EN] par l'UICN en Guadeloupe, et l'acomat franc (Sideroxylon foetidissimum). Il abrite aussi des orchidées menacées d'extinction (ex : Brassavola cucullata, épiphyte ou épilithe des zones sèches ou Epidendrum ciliare).
Deshaies abrite aussi deux sites REDOM (Réseau Écologique des Départements d’Outre-Mer, qui vise la protection et la gestion restauratoire de la biodiversité et de ses habitats naturels dans les départements d'outre-mer, en protégeant ou restaurant les corridors écologiques vitaux pour la continuité écopaysagère) : 
- le « Morne aux Fous » ;
- le « Piton de Deshaies » (548 ha englobant en réalité les Pitons de Deshaies et le piton de Sainte-Rose ainsi qu'une part des montagnes septentrionales de la Basse-Terre (jusqu'à 400 m d'altitude sur Morne Bel-Air), jusqu'au trait de côte au niveau de l'étang de Vieux-Fort (lui même classé ZNIEFF de type 1). On y trouve notamment une herpétofaune remarquable (iguane des Petites Antilles) et de nombreux poissons et crustacés d'eau douce d'intérêt éco-régional. Les 128 ha du « Morne aux Fous » sont une forêt sèche riche en essences xérophile rares en côte sous le vent ; il est en partie classé ZNIEFF et réglementé (sur 9 % de sa surface)[2].

la forêt sèche : elle s'étage de 100 à 300 mètres au dessus de la mer, avec moins de 1500 mm de pluie par an, et une forte déshydratation en période sèche (temps du carême, soit 4 mois environ, de février à mai). De nombreux arbres à feuilles caduques se défolient naturellement totalement à cette saison, ce qui stoppe leur évapotranspiration. 
Là où ce massif est assez peu dégradé on trouve le bois d'Inde, le mapou, le raisinier grandes feuilles et des essences perdant leurs feuilles comme le courbaril (espèce vulnérable), le gommier rouge et le poirier pays.
Réseau écologique et trame verte et bleue, : Au milieu des années 2010, un « Diagnostic des principaux corridors écologiques de Deshaies, Abymes et Goyave a été établi sous l'égide de la DREAL, ainsi qu'un rapport (rédigé par le Bureau d'études Biotope) relatif à la situation des principaux corridors écologiques de la commune, incluant des recommandations pour leur préservation, gestion restauratoire et/ou leur restauration. Ces études ont montré que la riche biodiversité de la commune n'est pas encore bien inventoriée.
Une grande carrière d'andésite, en extension régulière, progresse dans un site classé.

## Urbanisme

### Typologie
Deshaies est une commune rurale, car elle fait partie des communes peu ou très peu denses, au sens de la grille communale de densité de l'Insee,,,.
Par ailleurs la commune fait partie de l'aire d'attraction des Abymes, dont elle est une commune de la couronne. Cette aire, qui regroupe 18 communes, est catégorisée dans les aires de 200 000 à moins de 700 000 habitants,.
La commune, bordée par la Mer des Caraïbes à l'ouest, est également une commune littorale au sens de la loi du 3 janvier 1986, dite loi littoral. Des dispositions spécifiques d’urbanisme s’y appliquent dès lors afin de préserver les espaces naturels, les sites, les paysages et l’équilibre écologique du littoral, par exemple le principe d'inconstructibilité, en dehors des espaces urbanisés, sur la bande littorale des 100 mètres, ou plus si le plan local d’urbanisme le prévoit,.

### Lieux-dits et hameaux
Les différents lieux-dits de la commune sont Bas-Vent, Caféière, la Coque, Ferry, Fonds-Héliot, Grande-Anse, Guyonneau, Lahaut, Leroux, Pinaud, Piton, Rifflet et Ziotte.

## Toponymie
La ville tient son nom d'un propriétaire de Marie-Galante nommé Robert Deshaies.

## Histoire
Pour un article plus général, voir Histoire de la Guadeloupe.
La zone est occupée dès le néoindien comme en témoignent des haches en pierre, des tessons de poterie et des vestiges coquilliers, qui y ont été découverts, en particulier sur les hauteurs du hameau de Caféière.
Le bourg est d'abord installé, à sa fondation en 1671, à côté de la plage de Grande-Anse avant d'être déplacé 2 km plus au sud sous la protection du Gros Morne, plus aisé à rejoindre en canot. Une première chapelle, à l'emplacement de la future église, est construite en 1733. L'église Saint-Pierre-et-Saint-Paul la remplace dans les années 1850 après le tremblement de terre de 1843
Deux sucreries y ont existé au XVIIIe siècle, Guyonnot et Gilliot.
Le 22 juin 1962, un avion Boeing 707 d'Air France s'écrasa sur le Dos d'Âne, dans la section caféière de Deshaies, lors de son approche de l'aéroport de Pointe-à-Pitre. Il y eut 113 victimes, dont le député de Guyane, Justin Catayée et l'écrivain guadeloupéen Paul Niger. Cet accident aérien demeure le plus grave de l'histoire de la Guadeloupe.

## Politique et administration

### Rattachements administratifs et électoraux
À la suite du redécoupage cantonal de 2014, Deshaies est rattachée au canton de Sainte-Rose-1. Auparavant, elle faisait partie du canton de Sainte-Rose-2.
Elle fait aussi partie de la troisième circonscription de la Guadeloupe, représentée depuis juin 2017 par Max Mathiasin.

### Intercommunalité
La commune de Deshaies appartient à la communauté d'agglomération du Nord Basse-Terre (CANBT), depuis sa création en 2010, dans laquelle elle est représentée par deux conseillers.

### Liste des maires
| Période                                  | Période                             | Identité            | Étiquette    | Qualité |
| ---------------------------------------- | ----------------------------------- | ------------------- | ------------ | --- |
| 1945                                     | ?                                   | Audelon Bethsy      | DVD puis RPF | |
| Les données manquantes sont à compléter. |                                     |                     |              | |
| mars 1965                                | juin 1995                           | Félix Aladin Flémin | PCG          | Fonctionnaire Conseiller général du canton de Sainte-Rose-2 (1970 → 1982) |
| juin 1995                                | en cours réélection en juillet 2020 | Jeanny Marc         | GUSR         | Professeure de technologie retraitée Députée de la 3e circonscription de la Guadeloupe (2007 → 2012) Conseillère générale du canton de Sainte-Rose-2 (2001 → 2007) Conseillère départementale du canton de Sainte-Rose-1 (2015 → ) |
| Les données manquantes sont à compléter. |                                     |                     |              | |

## Population et société

### Démographie
L'évolution du nombre d'habitants est connue à travers les recensements de la population effectués dans la commune depuis 1961, premier recensement postérieur à la départementalisation de 1946. À partir de 2006, les populations de référence des communes sont publiées annuellement par l'Insee. Le recensement repose désormais sur une collecte d'information annuelle, concernant successivement tous les territoires communaux au cours d'une période de cinq ans. Pour les communes de moins de 10 000 habitants, une enquête de recensement portant sur toute la population est réalisée tous les cinq ans, les populations de référence des années intermédiaires étant quant à elles estimées par interpolation ou extrapolation. Pour la commune, le premier recensement exhaustif entrant dans le cadre du nouveau dispositif a été réalisé en 2008.

En 2022, la commune comptait 3 792 habitants, en évolution de −8,14 % par rapport à 2016 (Guadeloupe : −2,67 %, France hors Mayotte : +2,11 %).
| 1961  | 1967  | 1974  | 1982  | 1990  | 1999  | 2006  | 2007  | 2008  |
| ----- | ----- | ----- | ----- | ----- | ----- | ----- | ----- | ----- |
| 3 271 | 3 305 | 3 519 | 3 485 | 3 476 | 4 039 | 4 287 | 4 322 | 4 357 |

| 2013  | 2018  | 2022  | - | - | - | - | - | - |
| ----- | ----- | ----- | - | - | - | - | - | - |
| 4 185 | 4 033 | 3 792 | - | - | - | - | - | - |

### Enseignement
Comme toutes les communes de l'archipel de la Guadeloupe, Deshaies  est rattaché à l'Académie de la Guadeloupe. La ville possède sur son territoire trois écoles primaires (Agenor-Beaujour (Caféière), Ferry, Bethsy (bourg de Deshaies)) qui est jumelée avec l'unique école de Neuvilly-en-Argonne afin de renforcer les liens depuis la Grande Guerre,. L'école de Riflet a été fermée.
Pour l'enseignement secondaire, la ville possède le collège Matouba tandis que le lycée le plus proche se trouve à Pointe-Noire (enseignements général et professionnel) ou Sainte-Rose (enseignement général Sonny-Rupaire).

### Sports
La commune dispose d'un stade municipal, d'une salle multisports ainsi que de la présence d'un centre équestre (le Ranch Les 2 Îlets). Deshaies a accueilli les Jeux des îles 2008 : les compétitions de canoë-kayak ont eu lieu dans cette commune.

## Économie

### Agriculture et pêche

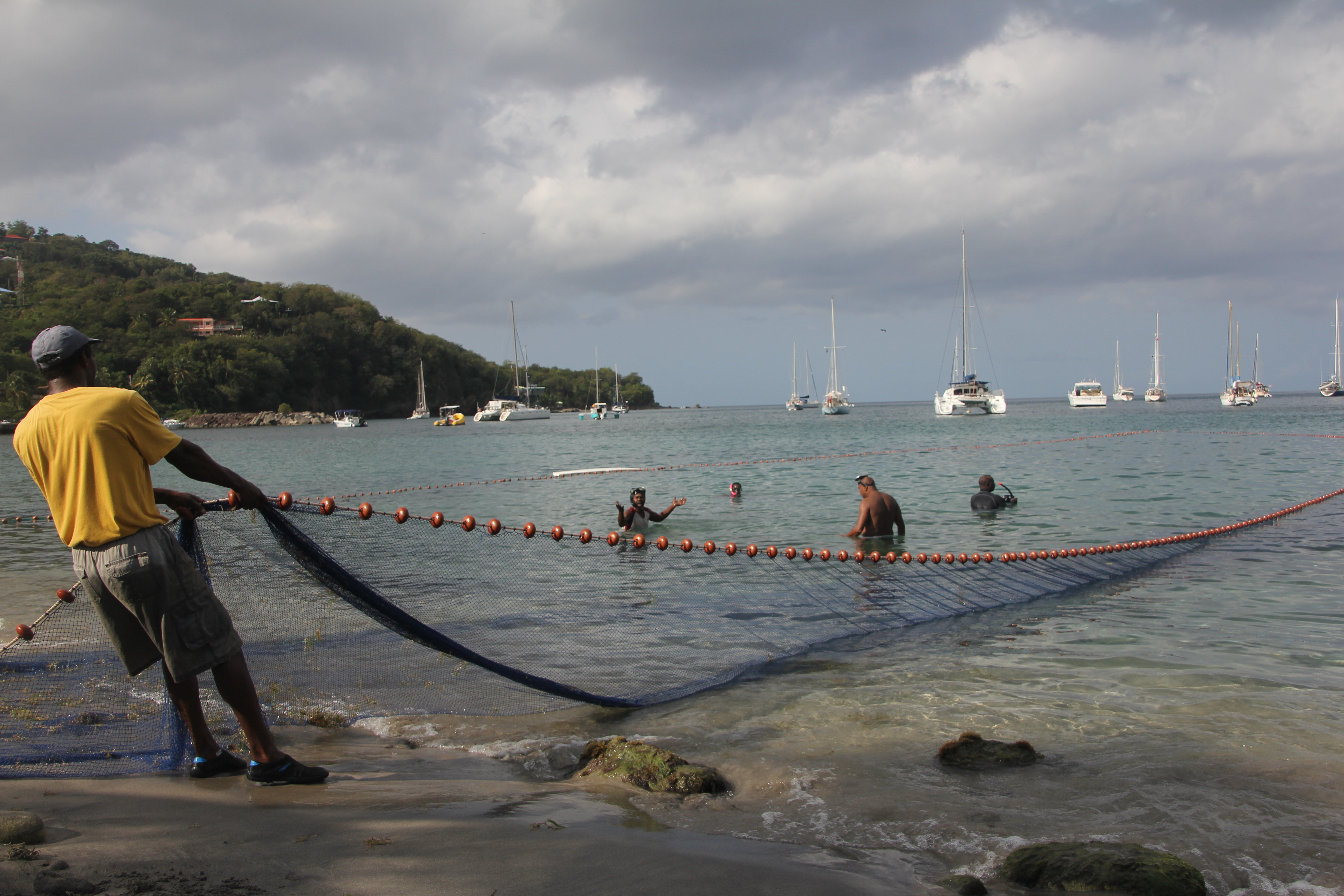
Pêche traditionnelle au filet à Deshaies.

Au contraire des autres communes de l’archipel, Deshaies n’a jamais orienté son agriculture vers la canne, mais plutôt vers le cacao, la vanille et le café. Une activité de pêche artisanale est également présente à partir du port.

### Secteur minier
Située à Guyonneau, sur les hauteurs de la commune, la carrière de Deshaies est exploitée depuis 1998 par la Société antillaise de granulats (SADG), filiale de l'entreprise Audemard, pour la production de graviers, de graves et de sables de construction pour les travaux publics mais aussi de pierres de parement à partir d'une roche volcanique, l'andésite. C'est la carrière la plus importante du département avec une production annuelle autorisée de 1,6 million de tonnes.

### Tourisme
En bordure de la Caraïbe, faisant face à Montserrat, Deshaies est longtemps restée enclavée. C’est seulement en 1957 que la route nationale 2, la reliant à Pointe-Noire est ouverte. Le tourisme est depuis la principale activité économique de la commune. Dans les années 1960, le premier village du Club Méditerranée des Antilles, l'hôtel de Fort-Royal, est situé sur le territoire de la commune, à la pointe du Petit Bas-Vent. Devenu le Langley Resort Fort Royal Guadeloupe, c'est le seul hôtel sur l'île de Basse-Terre qui soit situé directement en bordure de la mer des Caraïbes.
Dans les années 1980, l'humoriste et comédien Coluche avait une propriété de 5 ha qui dominait la baie de Deshaies, transformée aujourd'hui en jardin botanique et animalier accueillant environ 130 000 visiteurs par an, : la maison, détruite, a été reconstruite à l'identique et transformée en villa de luxe pour les locations saisonnières. À la même époque, Robert Charlebois avait une maison vers la plage de Grande Anse, la plus grande plage de la Guadeloupe.
Deshaies est une escale traditionnelle pour les voiliers, battant tout pavillon, qui font route dans les Antilles et un lieu prisé pour les excursions maritimes.
- Sentier du littoral de Deshaies

#### Plages
- Plage de Gadet
- Plage de Grande Anse
- Plage de Leroux
- Plage Paul Thomas ou Bosco
- Plage de la Perle
- Plage de Petite Anse
- Plage de la pointe Le Breton
- Plage de Rifflet
- Anse du Grand Bas-Vent
- Anse du Petit Bas-Vent
- Plage de Tillet

### Productions audiovisuelles:Meurtres au paradis

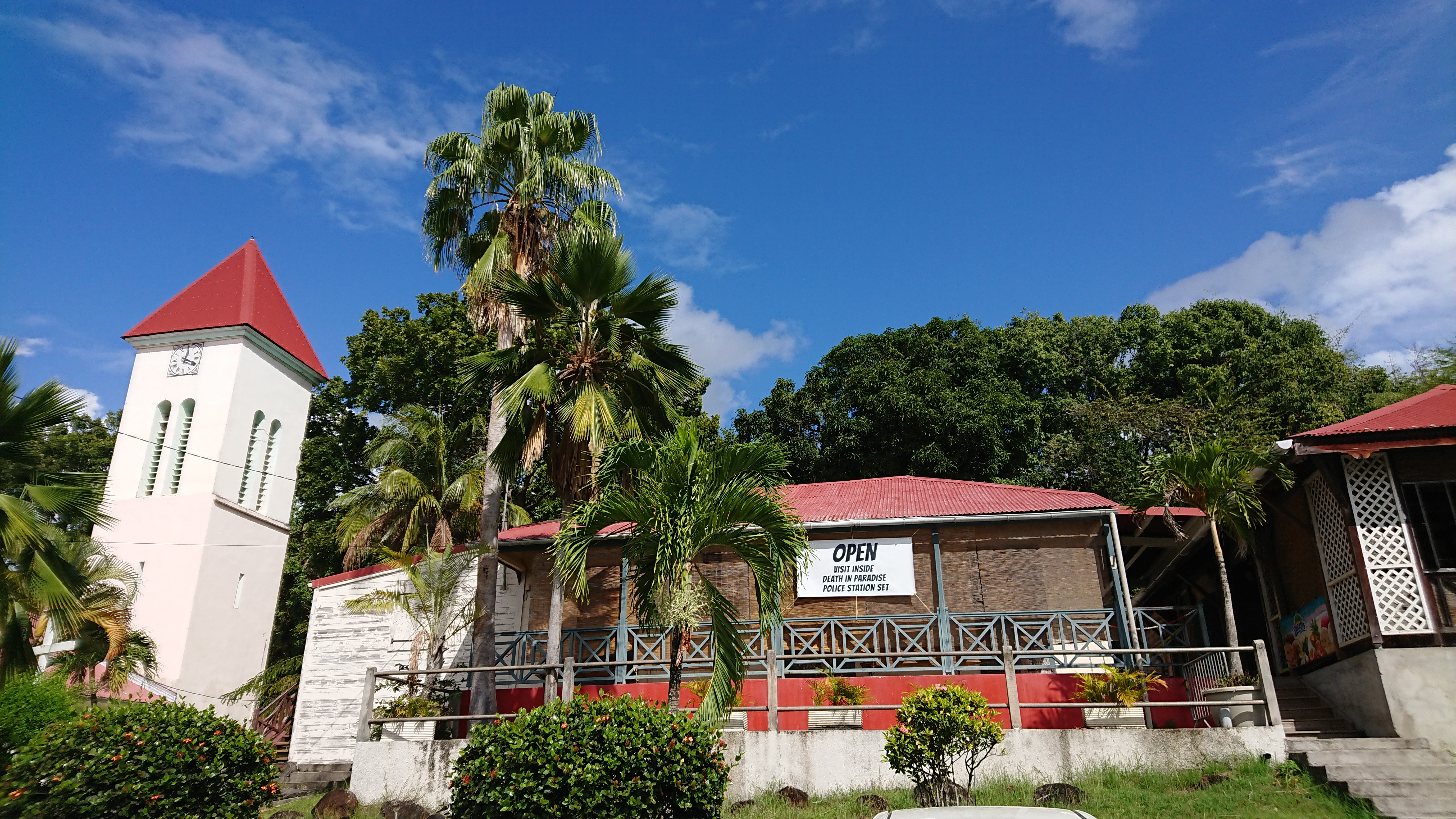
Un des principaux lieux de tournage, situé juste à côté de l'église Saint-Pierre-et-Saint-Paul, l'ancien presbytère figure dans la série le poste de police d'Honoré.

Depuis 2011, Deshaies est le lieu principal de tournage de la série policière franco-britannique Meurtres au paradis qui figure la ville d'Honoré dans l'île fictive de Sainte-Marie (en anglais Saint Marie). Le tournage annuel se déroule en Guadeloupe durant la période d'avril à août avec l'aide du Bureau d’accueil des tournages de la région Guadeloupe. Il emploie une soixantaine de techniciens guadeloupéens et a généré environ 4,5 millions d'euros par année de dépense sur l'île pour sa production.
Auparavant, en 2006, le clip du single Parti pour zouker de Lorie a été tourné sur une plage de Deshaies et a été réalisé par Karim Ouaret. En 2011, c'est le chanteur Thierry Cham qui a enregistré le clip de sa chanson Lanmou idéal sur la plage de Grande Anse. Le clip de l'album de Violaine Vanoyeke Coeur chromatique a été tournée sur la plage de Grande Anse.

## Culture et patrimoine

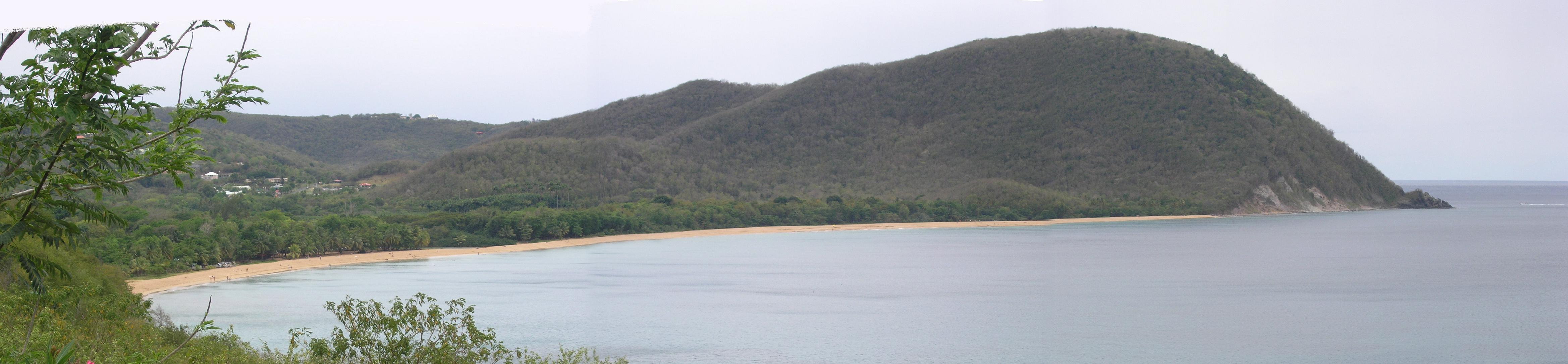
La plage de Grande Anse et le Gros Morne.

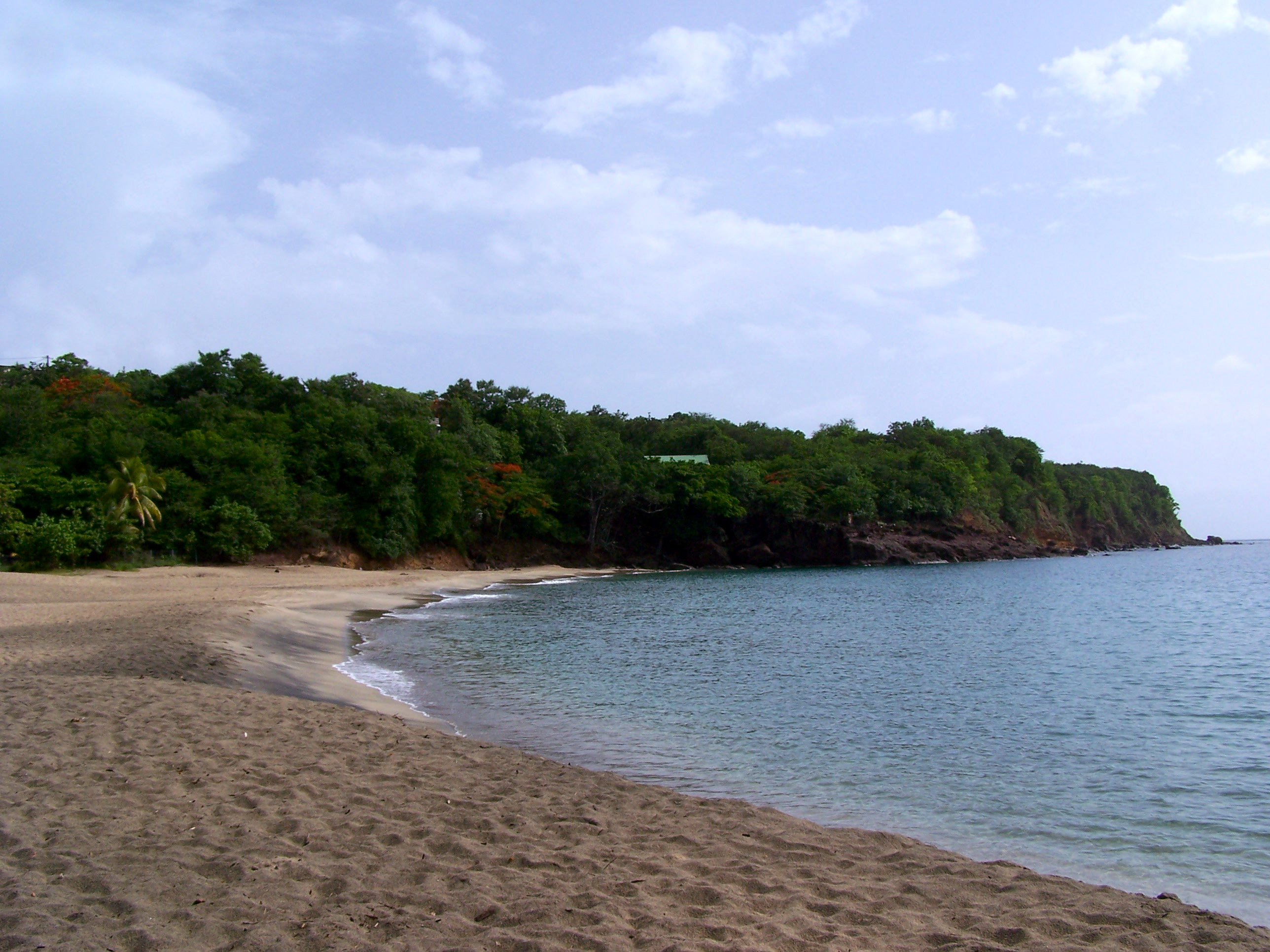
Plage de la Petite Anse.

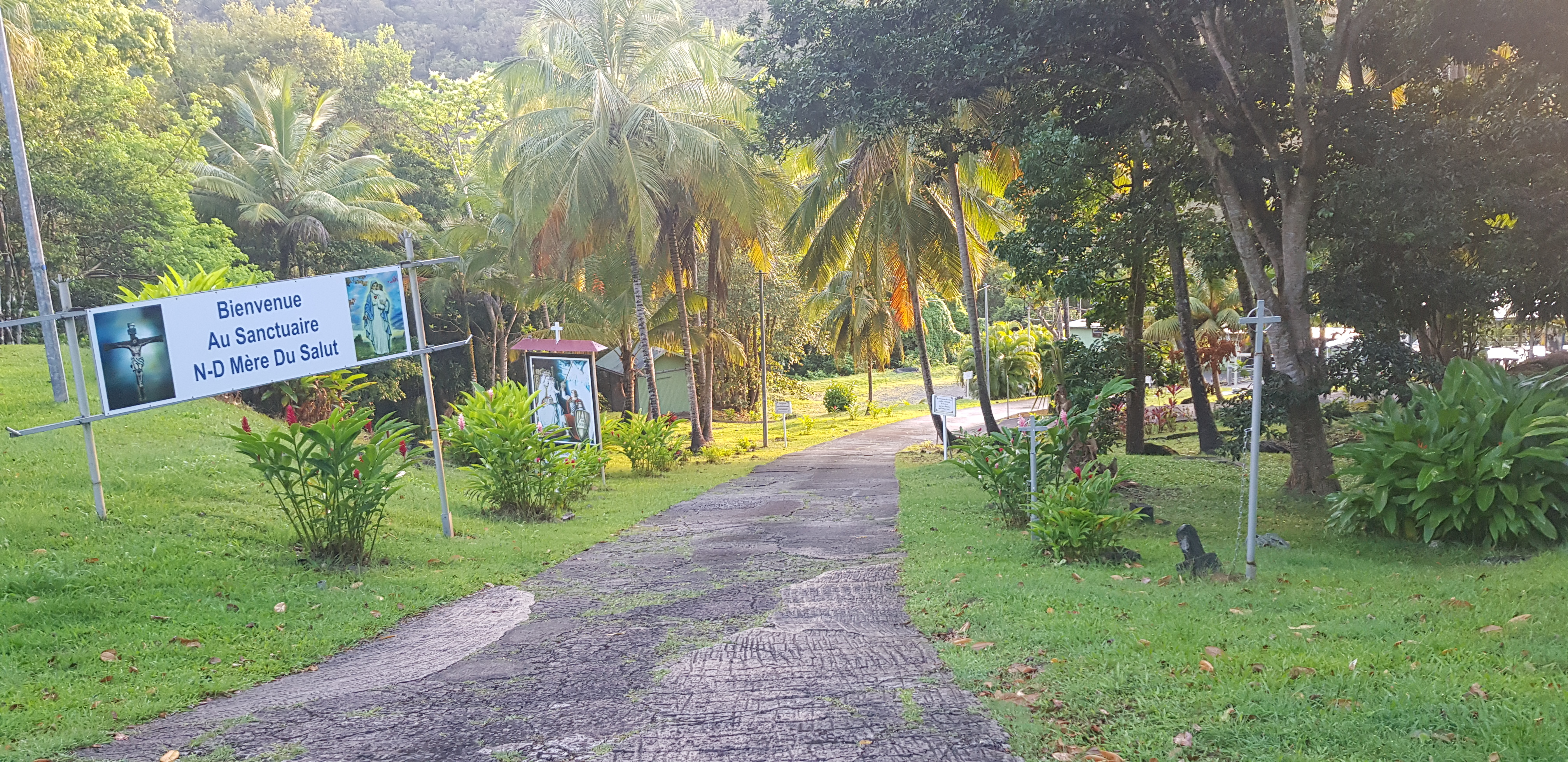
Sanctuaire Notre-Dame-Mère-du-Salut

### Lieux et monuments
- Jardin botanique de Deshaies.
- Jardin des Orchidées.
- Le point de vue de Gadet
- L'église Saint-Pierre-et-Saint-Paul.
- La plage de Grande Anse est l'une des plus importantes et connues de l'île. Les autres plages principales de la commune sont : la plage de l'Anse du Petit Bas-Vent dite improprement de Fort-Royal, de la Perle, de Leroux, de Petite Anse, de Rifflet et de l'anse Tillet.
- La pointe Batterie et la côte sauvage Caraïbe vue depuis la mer jadis fréquentée par la piraterie.
- Sanctuaire Notre-Dame-Mère-du-Salut

### Jumelage
- Saint-Joseph (Martinique)

### Personnalités liées à la commune
- Jeanny Marc, maire de Deshaies depuis 1995.
- Pierre-Marie Hilaire, athlète français spécialiste du 400 mètres.
- Robert Charlebois
- Olivier Dacourt
- Coluche
- Laurent Bonnet, écrivain et navigateur (prix Senghor 2013)